# Orljata Čapaja
Orljata Čapaja (Орлята Чапая) è un film del 1968 diretto da Jurij Sergeevič Pobedonoscev.